# Badia (motocicleta)
Badia fou una marca catalana de motocicletes de velocitat equipades amb motor Soriano, fabricades pel pilot motociclista Vicenç Badia a Barcelona entre 1949 i 1951.